# RGB

Miscelazione additiva:
Rosso + verde = giallo;
Rosso + blu = magenta;
Verde + blu = ciano;
Rosso + verde + blu = bianco.

RGB è un modello di colore le cui specifiche sono state descritte nel 1936 dalla CIE (Commission internationale de l'éclairage).
La stampa di immagini formate con la combinazione di questi colori è detta tricromia. 

## Descrizione
Si tratta di un modello di colori di tipo additivo: ogni colore viene riprodotto come somma di componenti dei tre colori Rosso (Red), Verde (Green) e Blu (Blue), da cui appunto l'acronimo RGB, da non confondere con i colori primari sottrattivi Giallo, Ciano e Magenta. Altri 5 colori notevoli di questo tipo di modello sono il Giallo (Rosso + Verde), il Magenta (Rosso + Blu) e il Ciano (Verde + Blu), inoltre la somma dei tre colori costituisce il Bianco e la loro totale assenza il Nero.
Per le sue caratteristiche, è un modello particolarmente adatto nella rappresentazione e visualizzazione di immagini in dispositivi elettronici. La maggior parte dei dispositivi, normalmente, usa combinazioni di Rosso, Verde e Blu per visualizzare i pixel di un'immagine, tuttavia ciò fa anche sì che la visualizzazione sia particolarmente dipendente dal dispositivo in sé: la stessa immagine potrebbe essere visualizzata in maniera diversa se visualizzata su due dispositivi differenti, in quanto i materiali usati per realizzare gli schermi variano in base al produttore. Si possono anche notare differenze nel corso del tempo anche nello stesso dispositivo, per via del naturale deterioramento dello stesso.
Il modello RGB non è invece adatto, per il modo in cui opera, all'utilizzo nelle stampanti: la stampa di immagini è eseguita mediante sovrapposizione di pigmenti, nella quale ciascun pigmento riflette alcune frequenze luminose e ne assorbe, filtrandole, altre. Una tipica stampante userà quindi un modello di colori sottrattivo come il CMYK e non additivo come l'RGB. Viceversa, una giustapposizione dei pigmenti consente la realizzazione di sintesi additive (es. colorazione a retino con sfalsamenti tra gli strati, similmente alle realizzazioni pittoriche del puntinismo).

## Caratteristiche

### Analisi dell'immagine
Un'immagine può infatti essere scomposta, attraverso filtri o altre tecniche, in questi colori base che miscelati tra loro danno quasi tutto lo spettro dei colori visibili, con l'eccezione delle porpore.
Più specificamente i tre colori principali corrispondono a forme d'onda (radiazioni luminose) di periodo fissato, quali:
- Rosso, con una lunghezza d'onda di 700,47 nm
- Verde, con una lunghezza d'onda di 546,09 nm
- Blu, con una lunghezza d'onda di 435,79 nm

Essendo l'RGB un modello additivo, unendo i tre colori posti tutti alla loro intensità massima si ottiene il bianco (tutta la luce viene riflessa), mentre la combinazione delle coppie di colori, sempre a massima intensità, dà il ciano, il magenta e il giallo.

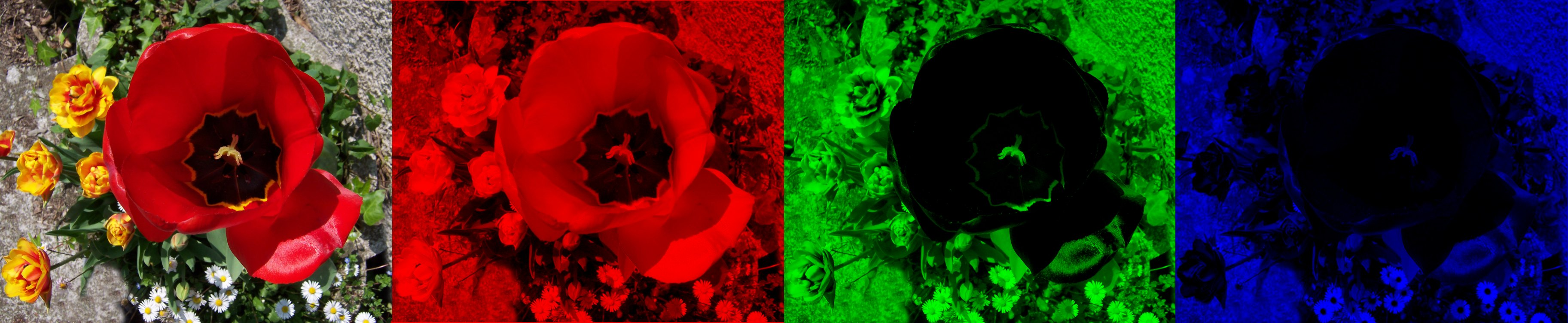
Tricromia additiva RGB di un'immagine reale

Per potere trasferire un'immagine video è necessario inviare anche un segnale di sincronismo che fornisca le informazioni su quando inizia un'immagine (sincronismo verticale) e su quando inizia una riga dell'immagine (sincronismo orizzontale), questi due sincronismi possono essere combinati in un unico sincronismo (sincronismo composito), il quale può essere trasmesso su un canale addizionale "RGBS" (come nel caso delle SCART RGB), oppure trasmesso assieme ad un canale colore, come nell'RGsB (Sync in G), dove il sincronismo è trasmesso assieme al colore verde, ma esistono esempi di sincronismo assieme ad altri colori.

### Principi fisici per la scelta dei colori
La scelta dei colori primari è correlata alla fisiologia dell'occhio umano; i colori primari sono stimoli che massimizzano la differenza tra le risposte dei coni della retina alle differenze di lunghezza d'onda della luce, cioè hanno un triangolo di colore esteso.
I tre tipi normali di cellule fotorecettive sensibili alla luce nell'occhio umano (le cellule cono) rispondono più alla luce rossa (lunghezza d'onda lunga), verde (media), e blu (corta), con picchi vicini ai 570 nm, 540 nm e 440 nm, rispettivamente. La differenza nei segnali ricevuti dai tre tipi permette al cervello di differenziare un largo gamut di colori diversi, essendo più sensibile soprattutto alla luce verde-giallognola e alle differenze di tonalità nella regione verde-arancione.
L'uso dei tre colori primari non è sufficiente a riprodurre tutti i colori; solo i colori entro il triangolo dei colori definito dalla cromaticità dei primari possono essere riprodotti tramite sintesi additiva di quantità non negative di tali colori.

## L'implementazione
Quasi tutte le tipologie di schermi supportano il modello RGB per visualizzare le immagini, miscelando pixel dei 3 colori sopracitati e regolandone la rispettiva luminosità per mostrare il colore voluto. I monitor CRT, LCD, PDP, OLED, usano il modello RGB per generare le immagini, invece, un esempio di monitor che non usa questo sistema è il Quattron di Sharp Electronics.
Le fotocamere digitali usano questo modello per catturare le immagini (in particolare usano il Bayer Pattern che privilegia il Verde in rapporto 1:2:1).